# Долни Грічов
Долни Грічов (словац. Dolný Hričov) — село, громада округу Жиліна, Жилінський край, регіон Горне Поважіє. Кадастрова площа громади — 12,45 км².
Населення 1618 осіб (станом на 31 грудня 2017 року).

## Географія
Протікає Завадський потік.

## Історія
Долни Грічов згадується 1208 року.

## Населення
| Рік:            | 1994. | 2004.   | 2014.   | 2024.   |
| --------------- | ----- | ------- | ------- | ------- |
| Кількість осіб: | 1404  | 1496    | 1548    | 1692    |
| Різниця:        |       | +6,55 % | +3,47 % | +9,30 % |

| Рік:            | 2023. | 2024.   |
| --------------- | ----- | ------- |
| Кількість осіб: | 1673  | 1692    |
| Різниця:        |       | +1,13 % |